# Сливовиця
Сливовиця, слив'янка — сливовий бренді, який виробляють у Центральній та Південно-Східній Європі, як на комерційних, так і на приватних підприємствах. Основними виробниками є Боснія і Герцеговина, Болгарія, Хорватія, Чехія, Греція, Угорщина, Північна Македонія, Польща, Румунія, Сербія, Словаччина, Словенія, Україна та Хорватія.
Спирт для сливовиці отримується зі збродженого сливового соку.

## Виробництво

### Процес дистиляції
Як базовий фрукт для дистиляції використовуються лише терносливи. Перед початком виробничого процесу сливи злегка віджимають або іншим чином пошкоджують, щоб прискорити процес ферментації, але не пошкодити їхні розмелені ядра. До соку можна додати дріжджі, крохмаль або цукор. Потім суміш залишають бродити. Може бути один або кілька етапів дистиляції, залежно від бажаного кінцевого продукту або регіону виробництва, а також витримка для посилення тонких смакових якостей дистиляту.
Деякі сучасні технології виробництва, наприклад, ті, що використовуються у Clear Creek в Орегоні, не використовують кісточки для бродіння, щоб створити менш терпкий або гіркий смак.
Імітацію сливовиці виготовляють, ароматизуючи спиртні напої сливовим соком і штучною олією гіркого мигдалю.